# Palacio Episcopal de Murcia
El Palacio Episcopal de Murcia (Región de Murcia, España) es un edificio histórico situado en el casco antiguo de la ciudad, sede oficial de la Diócesis de Cartagena. Edificado en el siglo XVIII, hoy es uno de los inmuebles más importantes del patrimonio monumental de la ciudad de Murcia. Es Bien de Interés Cultural desde 1992.

## Historia
El primitivo Palacio Episcopal de Murcia se encontraba, hasta mediados del siglo XVIII, en la manzana configurada por las calles Salzillo por el este, calle Azucaque por el norte, Polo de Medina por el oeste, y la actual plaza de Belluga por el sur. Aquel primitivo palacio renacentista ocupaba gran parte de lo que hoy es la mencionada plaza de Belluga, creada a raíz de la reforma urbana de los alrededores de la Catedral de Santa María tras la construcción de la nueva fachada principal del templo (o imafronte) entre 1738-1754.
Como parte de la reforma que dio lugar a esta plaza se pensó construir un nuevo palacio episcopal justo enfrente del emplazamiento anterior, en el lugar que hasta entonces ocupaban las llamadas casas del Adelantado, edificadas en su día por los marqueses de Los Vélez y propiedad en aquel momento del marqués de Villafranca.
La construcción del nuevo palacio se inició en junio de 1748, impulsada por el obispo Juan Mateo López, con maestros locales vinculados a Jaime Bort, como Pedro Pagán, José Alcani y Martín Solera, activos en la obras de la fachada catedralicia.
En 1757 los trabajos proseguían muy lentamente, por lo que el Cabildo Catedralicio solicitó al obispo Diego de Rojas y Contreras que buscara un nuevo director de las obras en la Corte, donde se encontraba al ser también presidente del Consejo de Castilla. Allí solicitó un proyecto que fue revisado por José López (discípulo de Bort), que fue quien realmente estuvo al frente de las obras.
En 1759, el edificio, todavía inacabado, quedó presidiendo la nueva plaza de Belluga -llamada entonces del Palacio- tras la demolición de gran parte de la vieja residencia episcopal.
Tras una nueva paralización de los trabajos en 1761, Baltasar Canestro (arquitecto de origen italiano) se hizo cargo del proyecto en 1765, concluyéndose en 1768.
Durante la Guerra de Independencia Española, cuando las tropas francesas del general Soult entraron en Murcia sometiéndola a un brutal saqueo, utilizaron el Palacio Episcopal como Cuartel General. Así mismo, cuando la ciudad recibió la visita oficial de Isabel II en 1862, el palacio sirvió de residencia a la familia real.
Con motivo de la revolución cantonal, el 15 de julio de 1873, la Junta Revolucionaria de la ciudad, adherida al Cantón Murciano proclamado el día 12, adoptó una serie de medidas que incluía el izado de la bandera roja en el Ayuntamiento y el Palacio Episcopal, que quedó convertido en sede de la misma. 
Durante la visita real de Alfonso XII, con motivo de los trágicos efectos de la riada de Santa Teresa de 1879, el palacio le sirvió de residencia.

## Arquitectura
El Palacio Episcopal es un magnífico ejemplo del estilo rococó, de planta cuadrada, entre italiano y francés de sobrios volúmenes y delicada gracia decorativa evidente en sus bellas portadas.
Fue Baltasar Canestro quien aportó la riqueza de escudos frontales, curvos y triangulares, los detalles de los frisos y la decoración al fresco; sobre todo en la fachada principal, muy del gusto italiano.

### La fachada principal
La mencionada fachada principal, que da a la plaza de Belluga, justo al lado de la Catedral, cuenta con pilastras jónicas flanqueando el arco de entrada que está coronado por un gran balcón decorado con el escudo del Obispo Rojas y Contreras. Las dos puertas laterales de esta misma fachada son más simples pero con una traza más movida; una de ellas (la de la derecha) es la puerta de la preciosa capilla del palacio, joya del barroco en su transición al rococó.

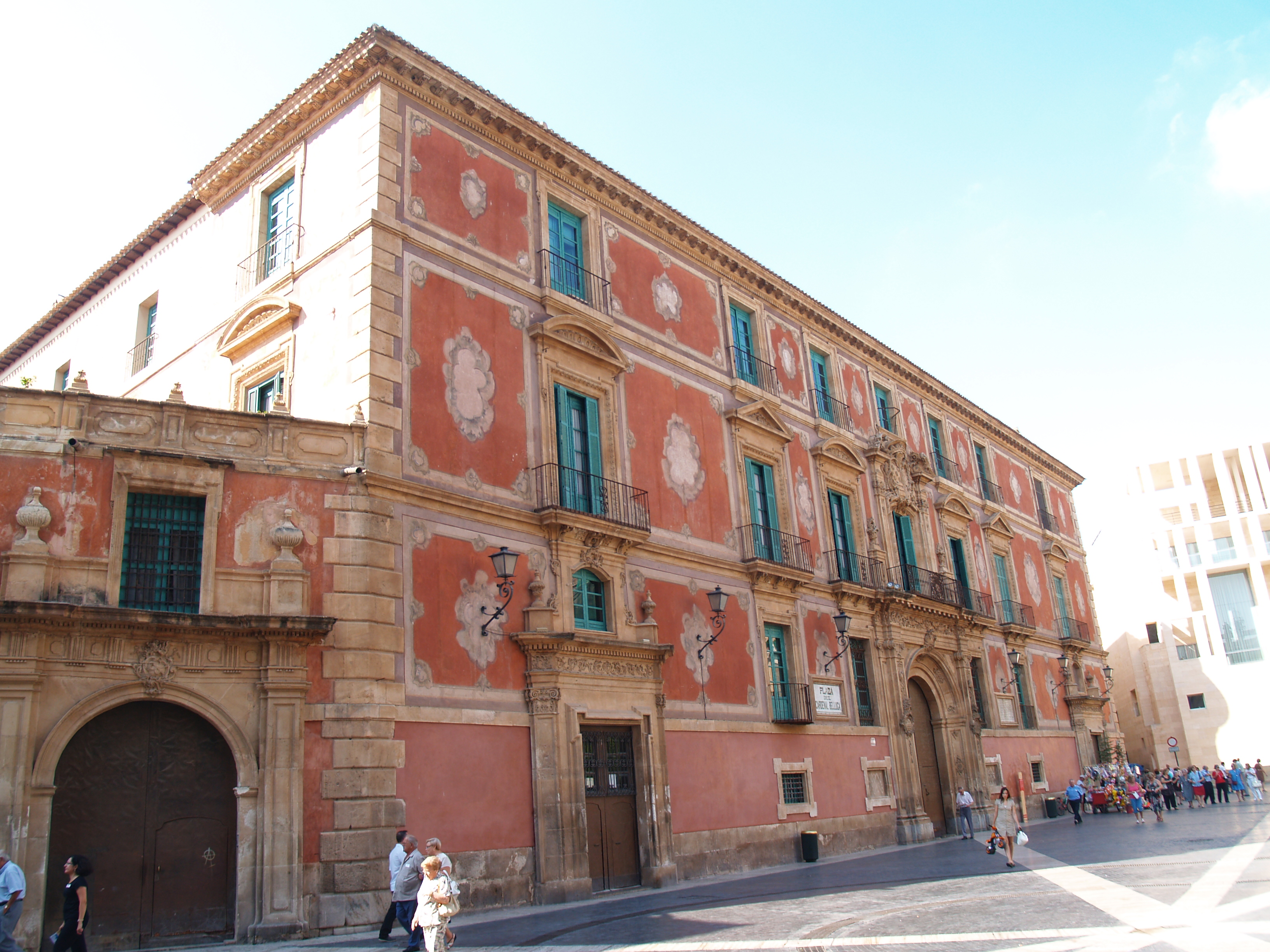
Vista lateral de la fachada principal.
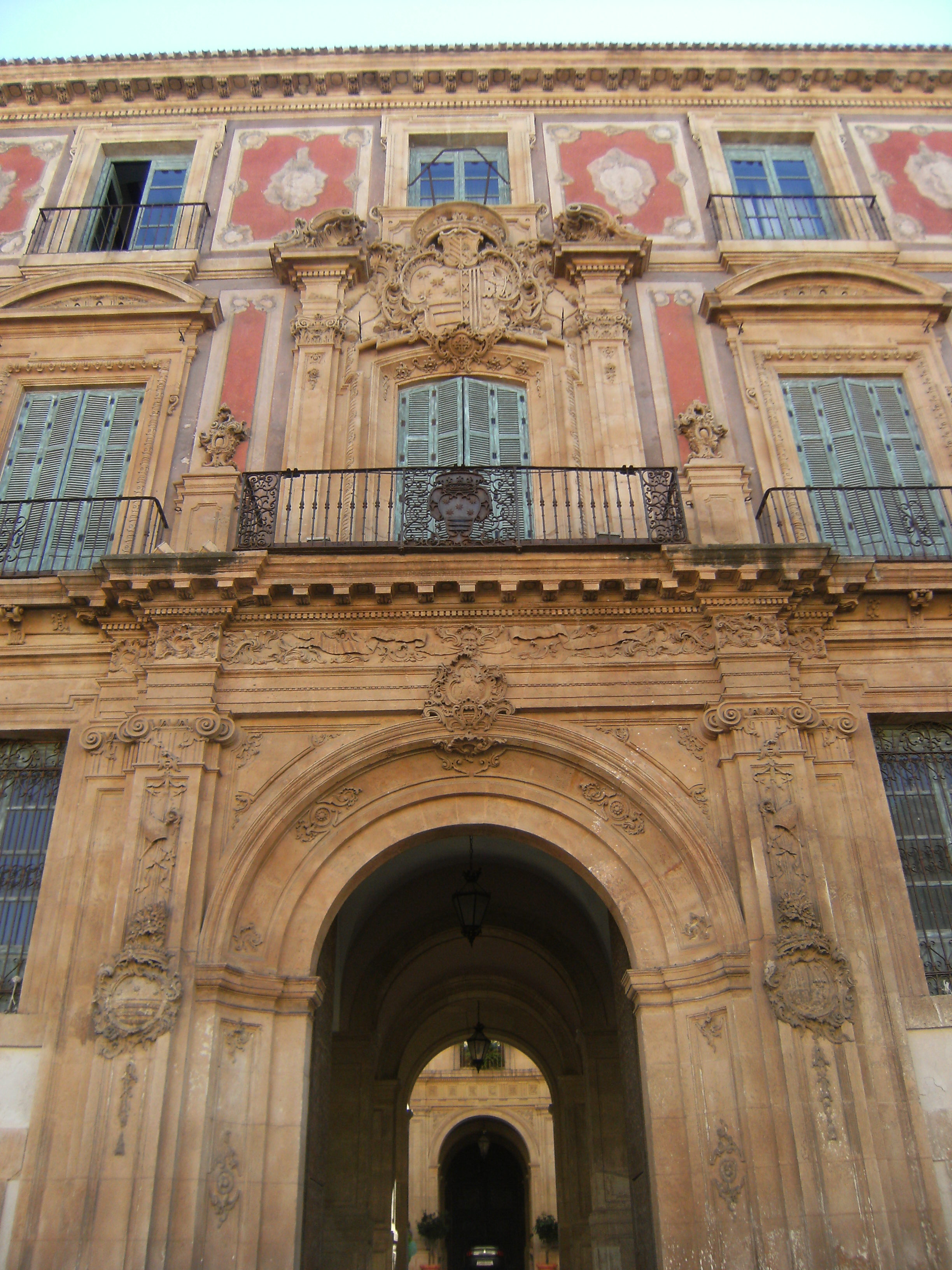
Detalle de la portada principal con el patio al fondo.

### La fachada de la Glorieta
La portada posterior orientada hacia el río Segura está dividida en dos partes en forma de L: el conocido popularmente como Martillo, pensado como mirador al río y sus antiguos jardines y como cierre arquitectónico del paseo del Arenal (actual Glorieta); espacio urbano construido en el XVIII, y la fachada posterior del Palacio, alineada con los otros edificios de la plaza, como el contiguo ayuntamiento. La portada de esta última fachada es de una factura excepcional y cuenta con una artística reja que la protege.

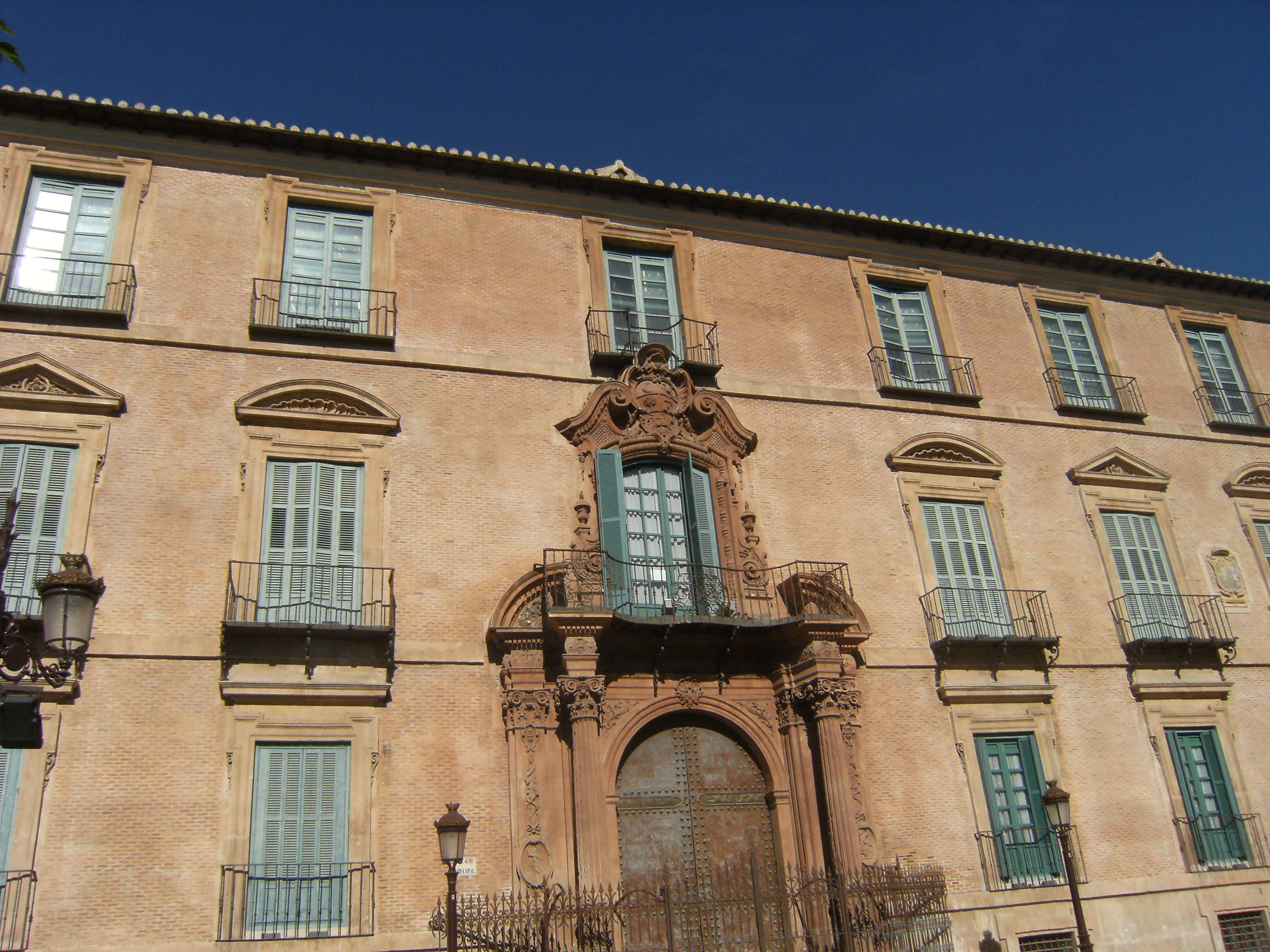
Fachada de la Glorieta.
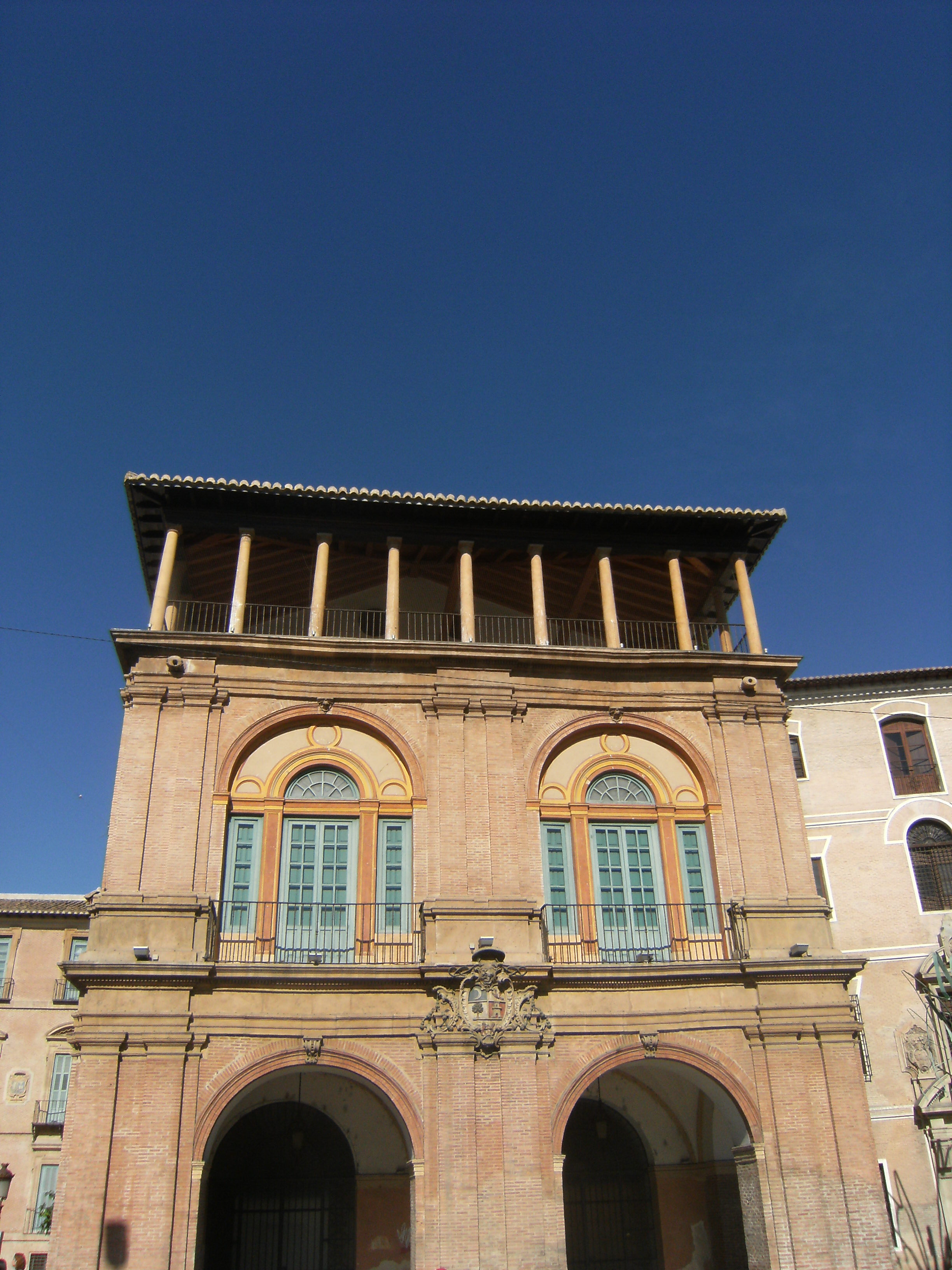
El Martillo o mirador del Obispo.

### El patio y la capilla
El patio del Palacio tiene dos cuerpos. El primero es de arcos de medio punto entre pilastras toscanas. El segundo cuerpo cuenta con pilastras jónicas que sostienen balcones elegantemente decorados con medallones de obispos y friso rococó.
Otro espacio de gran calidad es la escalera principal que da acceso desde el patio a la primera planta del palacio, donde se encuentran los retratos de todos los obispos de la Diócesis de Cartagena desde su fundación.
La ya mencionada capilla del palacio es de planta circular con pilastras corintias y cornisa rococó. La capilla fue inaugurada por el obispo Manuel Rubín de Celis, el 18 de febrero de 1774.

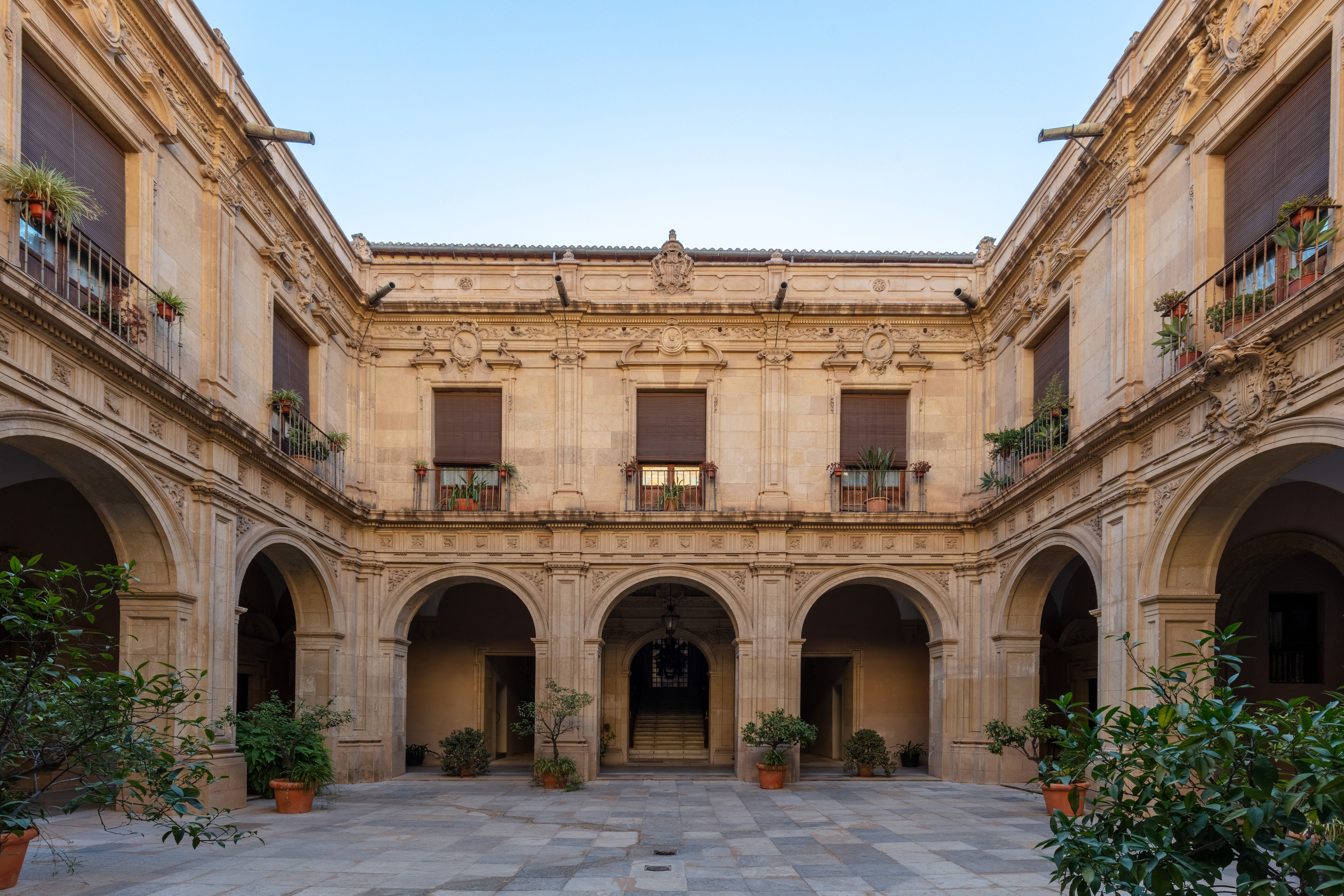
Patio del Palacio.
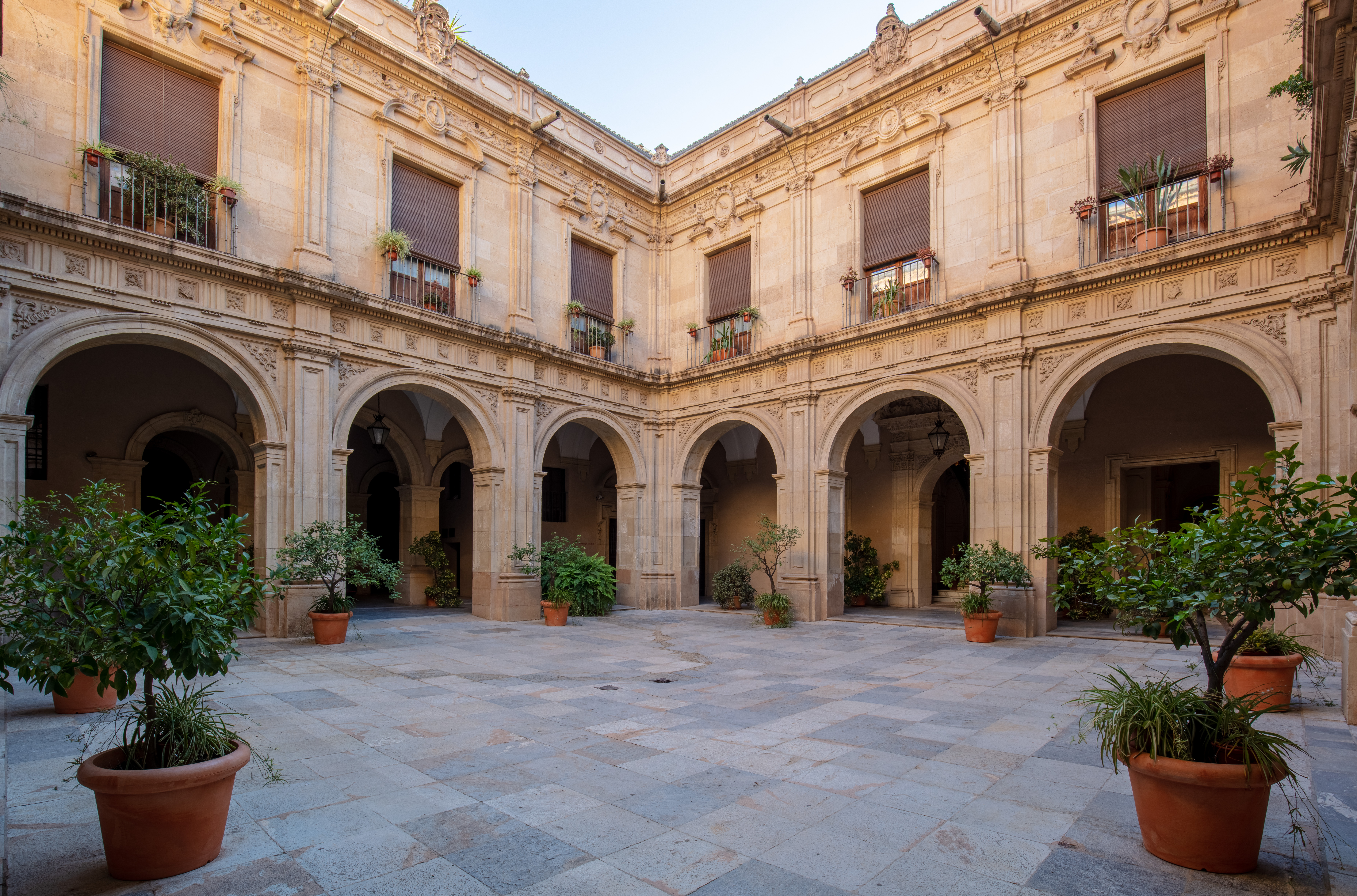
Otra vista del patio.
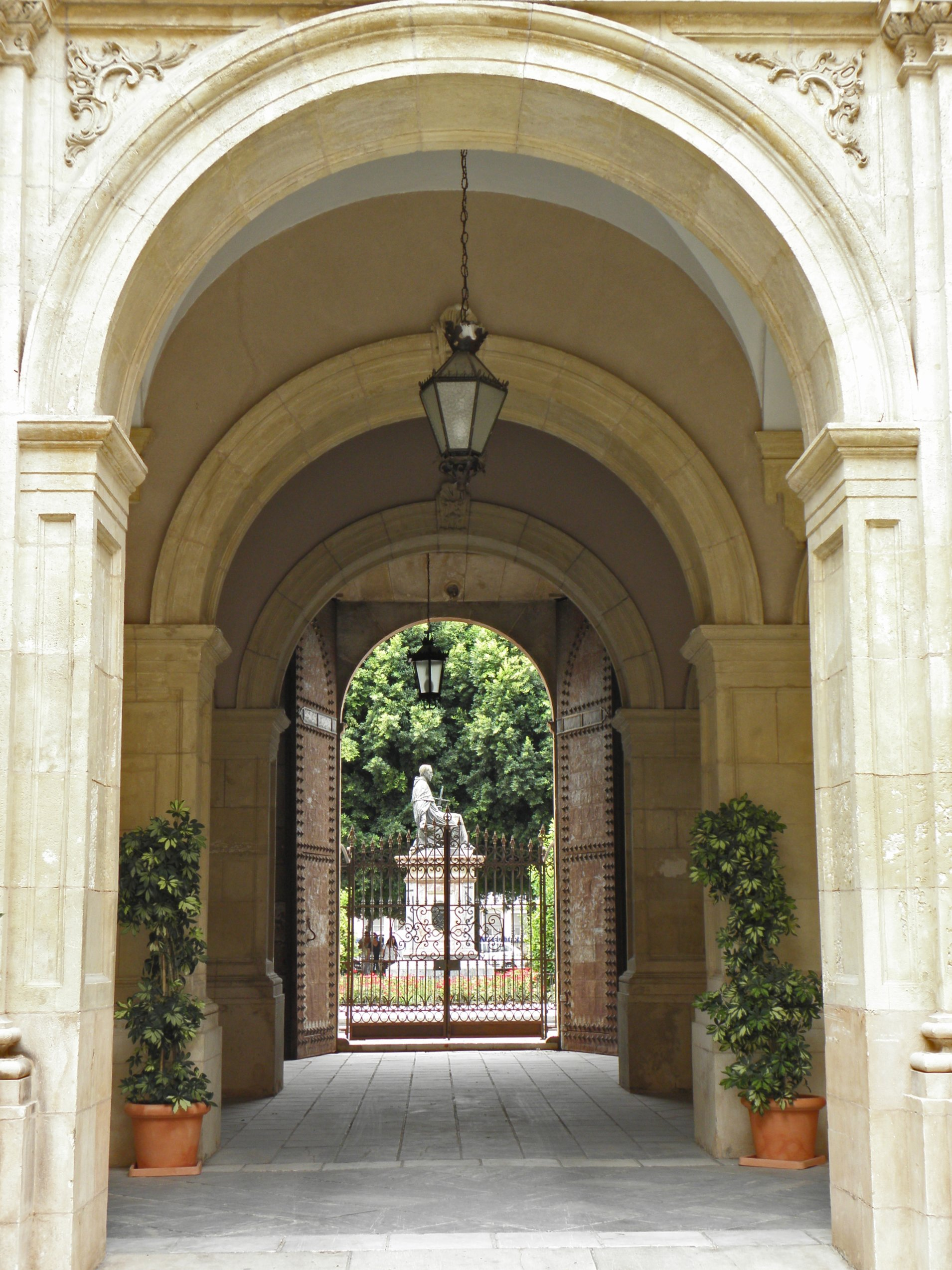
La puerta de la Glorieta y la estatua del Cardenal Belluga desde el patio.
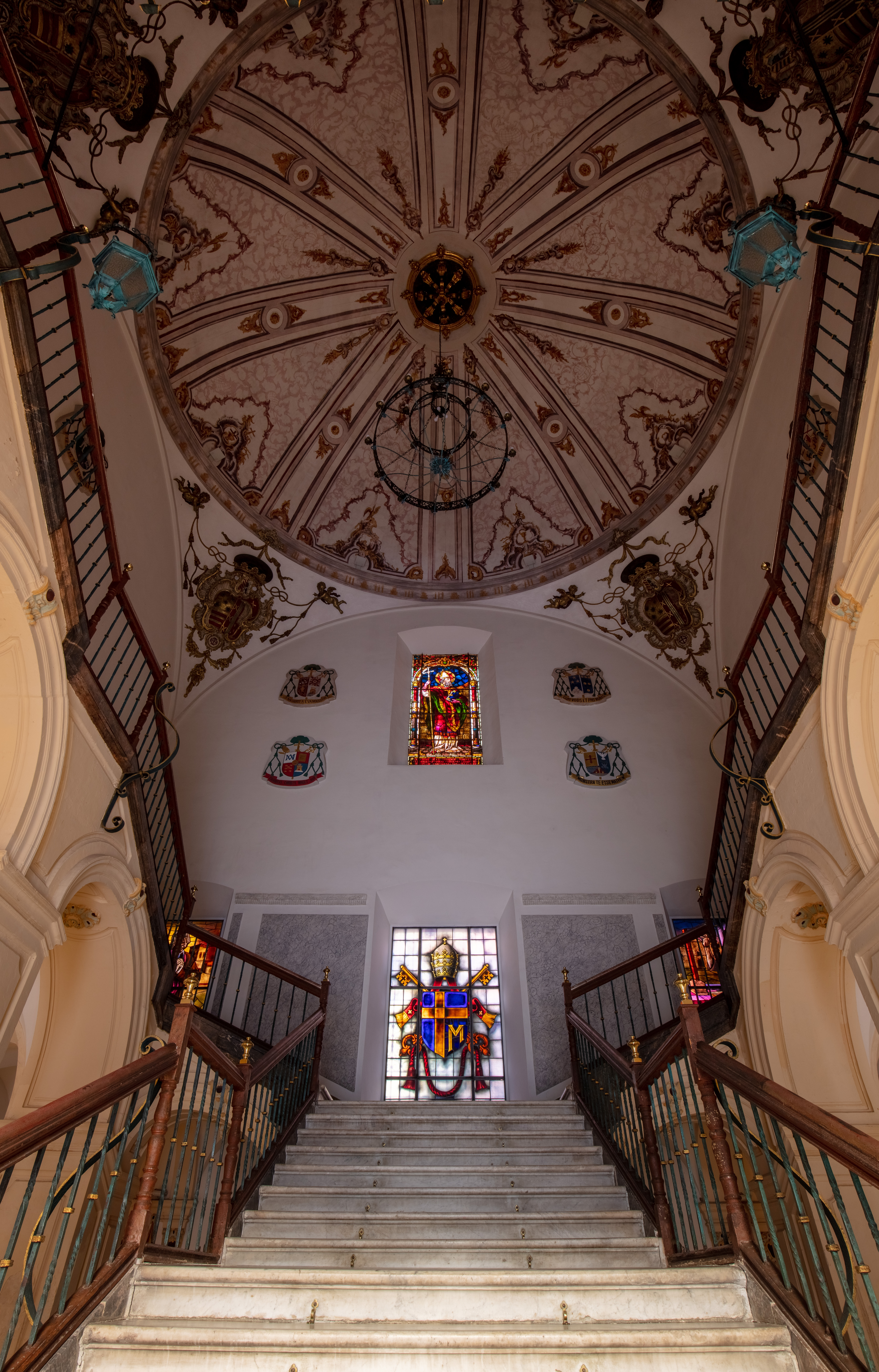
Escalera del Palacio.
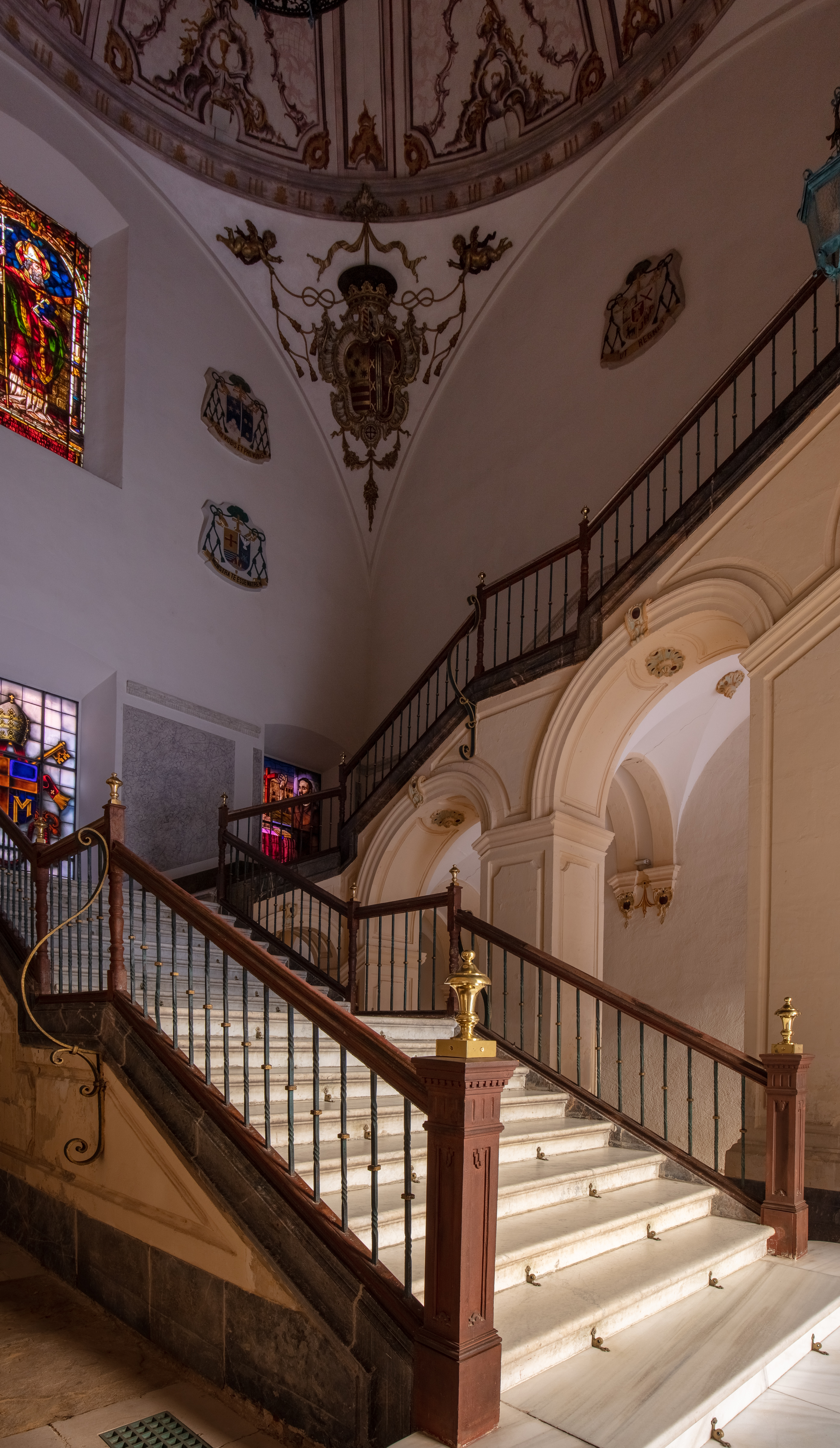
Otra vista de la escalera.